# Mayer Hawthorne
Pour les articles homonymes, voir Hawthorne.
Andrew Mayer Cohen, dit Mayer Hawthorne, né le 2 février 1979 à Ann Arbor dans le Michigan, est un chanteur, auteur-compositeur, multi-instrumentiste, DJ et rappeur américain vivant à Los Angeles en Californie.

## Biographie

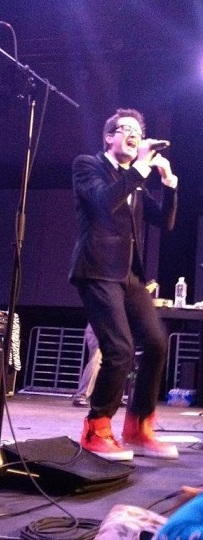
Mayer Hawthorne-Union Transfer-Philadelphia-18April-2012

Son nom de scène provient de son deuxième prénom (Mayer) et du nom de la rue dans laquelle il a grandi dans le Michigan (Hawthorne Rd). "Mayer Hawthorne and The County" est le nom qu'il utilise parfois. "The County" étant essentiellement une personne qui joue d'un instrument ou chante sur son album. C'est aussi le nom de son groupe lorsqu'il joue sur scène. Il est aussi connu sous le pseudonyme de "Haircut" lorsqu'il fait du hip-hop et fait aussi partie des groupes "Now On" et "Athletic Mic League".
Né et ayant grandi à Ann Arbor dans le Michigan, Hawthorne partit à Los Angeles après avoir signé un contrat avec la maison de disques californienne Stones Throw Records, à l'initiative de Peanut Butter Wolf.
Mayer Hawthorne a été influencé par la musique de Curtis Mayfield, Isaac Hayes, Leroy Hutson, Mike Terry, Barry White, Smokey Robinson et le légendaire trio d'auteur-compositeur et producteur Holland-Dozier-Holland.
Il sort son premier 45-tours Just Ain't Gonna Work Out/When I Said Goodbye chez Stones Throw Records le 4 novembre 2008 présenté sous la forme d'un disque en vinyle en forme de cœur rouge, comme le fut autrefois Don't Stop the Music des Yarbrough & Peoples. Son deuxième single, Maybe So, Maybe No/I Wish It Would Rain, est sorti le 19 avril 2009. Son premier album A Strange Arrangement est paru le 8 septembre 2009.
En juillet 2009, il fait la couverture de Beyond Race Magazine qui fête son 3e anniversaire.
Le 15 septembre 2010, à l'occasion de sa nouvelle tournée US qui débute le 3 octobre, Mayer Hawthorne offre en téléchargement un nouveau titre No Strings (Classixx Original).
En 2013, il participe à l'album Global Warming: Meltdown du rappeur cubano-américain Pitbull, sur le titre Do It. Il sort également Where Does This Door Go, qui contient le single Her Favourite Song ainsi que la participation de Kendrick Lamar sur la chanson Crime.
Parallèlement, il continue le projet Tuxedo avec Jake One, dont le premier album, Tuxedo, est sorti en 2015.
En 2016, il sort l'album Man About Town, pour lequel il crée une série de trois clips, pour les chansons Cosmic Love, Love Like That et Get You Back. Il publie également un EP, intitulé Party Of One en fin d'année.

## Discographie

### Singles
- Just Ain't Gonna Work Out/When I Said Goodbye 7" (4 novembre 2008, Stones Throw Records)
- Maybe So, Maybe No/I Wish It Would Rain 12" (19 avril 2009, Stones Throw Records)
- A Few Tracks CD (21 avril 2009, Stones Throw Records)
- The Ills 7” (24 octobre 2009, Stones Throw Records)
- Green Eyed Love Remixes 12" (13 décembre 2009, Stones Throw Records)
- I Need You 12" (27 juillet 2010, Stones Throw Records)
- No Strings (Classixx Original) MP3 gratuit (15 septembre 2010, Stones Throw Records)
- A Long Time (2011, Universal Republic)
- Her Favourite Song (2013, Republic Records)
- Cosmic Love (2016, Vagrant Records)

### Albums

#### Carrière Solo
- A Strange Arrangement (8 septembre 2009, Stones Throw Records)
- A Strange Arrangement Instrumentals (2 février 2010, Stones Throw Records)
- Mayer Hawthorne & The County Direct to Disc 2LP (2011, Stones Throw Records, STH2273)
- How Do You Do (11 octobre 2011, Universal Republic)
- Where Does This Door Go (15 juillet 2013, Republic Records)
- Man About Town (8 avril 2016, Vagrant Records)
- Rare Changes (18 décembre 2020, Big Bugs Records)
- For All Time (27 octobre 2023, P&L Records)

#### AvecTuxedo
- Tuxedo (2015, Stones Throw Records)
- Tuxedo II (2017, Stones Throw Records)

### EP
- Party Of One (2016, Vagrant Records)